# Charles Willeford
Charles Ray Willeford III (Little Rock, 2 gennaio 1919 – Miami, 27 marzo 1988) è stato uno scrittore, poeta, critico d'arte e artista visivo statunitense, noto soprattutto per i suoi romanzi noir.

## Biografia
Nato in Arkansas nel gennaio del 1919, Willeford rimane presto orfano e diventa un giovane vagabondo, un hobo. A sedici anni si arruola nei corpi a terra dell'Aeronautica mentendo sull'età e fingendosi diciottenne.
La sua carriera militare durerà vent'anni e lo porterà a combattere nella giungla delle Filippine e nella Seconda guerra mondiale, facendogli guadagnare sul campo numerose onorificenze.
L'esperienza sotto le armi mostra a Willeford tutte le inquietanti devianze degli esseri umani, su cui si sarebbe basato anni dopo per modellare alcuni protagonisti dei suoi romanzi.
Dopo la guerra Willeford comincia la sua attività narrativa scrivendo per un'emittente radiofonica una soap opera intitolata The Saga of Mary Miller. Il suo esordio letterario avviene come poeta, nel 1948, quando pubblica la raccolta Proletarian Laughter. Il primo romanzo breve, High Priest of California, esce nel 1953 in formato tascabile.
Come nel caso di molti grandi scrittori noir, all'inizio della sua carriera Willeford pubblica per piccole case editrici che stampano tascabili pulp.
Lasciato l'esercito, prima di dedicarsi completamente alla scrittura intraprende i mestieri più disparati, tra cui allenatore di cavalli da corsa, pugile, speaker radiofonico e pittore. Studia arte in Francia e in Perù e inglese all'Università di Miami.
Willeford diventa famoso per la sua "quadrilogia di Miami", una serie di ottimi romanzi noir con protagonista il sergente Hoke Moseley, il cui ultimo capitolo Come si muore oggi, uscì poche settimane prima della sua morte, avvenuta per attacco cardiaco, all'apice della sua fama di scrittore.
Willeford dipinge magistralmente una Miami di poliziotti tutti d'un pezzo e criminali psicopatici, una città succube della criminalità legata all'immigrazione ispanica e vittima della speculazione legata al turismo.
Una volta il regista Quentin Tarantino dichiarò: «Pulp Fiction non è un film noir, io non faccio del neo-noir. Penso che Pulp Fiction sia molto vicino alla crime fiction di questi ultimi anni, in particolare a Charles Willeford.»
Willeford ha scritto, tra le altre cose, Nato per uccidere, ambientato nel mondo semilegale dei combattimenti di galli (da cui Monte Hellman ha tratto il film Born to Kill) e Il quadro eretico, anomala crime-novel il cui protagonista è un critico d'arte contemporanea che deve intervistare un misconosciuto artista che in vita ha realizzato solo una cornice vuota.

## Opere

### Quadrilogia di Miami (serie Hoke Moseley)
1. 1984 - Miami Blues, pubblicato nel 1996 da Phoenix e nel 2003 da Marcos y Marcos, ISBN 8871683749
2. 1985 - Tempi d'oro per i morti (New hope for the dead), pubblicato nel 2004 da Marcos y Marcos, ISBN 8871683986
3. 1987 - Tiro mancino (Sideswipe), pubblicato nel 2005 da Marcos y Marcos, ISBN 8871684249
4. 1988 - Come si muore oggi (The way we die now), pubblicato nel 1997 da Phoenix e nel 2006 da Marcos y Marcos, ISBN 8871684338

### Altri romanzi e pubblicazioni
1. 1948 - Proletarian Laughter (raccolta di poesie)
2. 1953 - High Priest of California
3. 1955 - La sbandata (Pick-up), pubblicato nel 2006 da Hobby & Work Publishing, ISBN 8878513903
4. 1956 - High Priest of California and Wild Wives
5. 1958 - Honey Gal
6. 1958 - Lust is a Woman
7. 1960 - Il cacciatore di donne (The Woman Chaser)
8. 1961 - The Whip Hand
9. 1961 - Understudy for Love.
10. 1962 - No Experience Necessary.
11. 1962 - Nato per uccidere (Cockfighter), pubblicato nel 2005 da Hobby & Work Publishing, ISBN 8878511625
12. 1963 - La macchina in corsia undici - romanzo breve (The Machine in Ward Eleven), pubblicato nel 2007 da Adelphi, ISBN 8845921670
13. 1967 - Poontang and Other Poems
14. 1971 - Il quadro eretico (The Burnt Orange Heresy), pubblicato nel 1996 da Bompiani, ISBN 884522743X
15. 1971 - The Hombre from Sonora (con lo pseudonimo di "Will Charles")
16. 1977 - A Guide for the Undehemorrhoided
17. 1980 - Off the Wall
18. 1986 - Something About a Soldier
19. 1987 - New Forms of Ugly
20. 1988 - Everybody's Metamorphosis (raccolta di racconti)
21. 1988 - I Was Looking for a Street (autobiografia dell'infanzia di Willeford, prima che si arruolasse)
22. 1993 - Playboy a Miami (The Shark-Infested Custard), pubblicato nel 2007 da Marcos y Marcos, ISBN 8871684532
23. 2000 - Writing and Other Blood Sports